# Гамаюнская культура
Гамаюнская культура — археологическая культура Зауралья конца Бронзового, начала Железного века. Первые находки обнаружены в окрестностях Екатеринбурга. Выделена в 1950-х гг. Е. М. Берс и К. В. Сальниковым. 
В качестве жилищ носители культуры использовали как землянки, так и легкие постройки типа чума. Из артефактов известна керамика, но преобладают каменные орудия. 
Гамаюная культура была родственна архаическим культурам Севера от Печоры до нижнего Енисея (Атлымская культура). 
Первоначально были таежными охотниками и рыболовами, но под воздействием соседних народов (ананьинской культуры) освоили производящее хозяйство (коневодство) и металлургию (бронза, железо). 